# Radio (Dolly Dots)
Radio is een nummer van de Nederlandse popgroep Dolly Dots uit 1979.
Het is de openingstrack en tweede single van het debuutalbum Dolly Dots van de band. Het nummer is geschreven door Richard de Bois en Peter van Asten, de vaste componisten en producenten van de groep. Het wordt op single uitgebracht met "Bang Bang" als B-kant. In enkele landen staat "(They are) Rollerskating" op de B-kant, maar in Nederland wordt dit nummer als eigen single uitgebracht en wordt het de derde Top 40-single van de band in 1979.
Radio wordt een internationale hit voor de band. In Japan haalt het nummer zelfs de platina-status. In de Nederlandse Top 40 wordt de elfde positie behaald, in België (Vlaanderen) de vijfde en in de Nationale Hitparade de achtste positie.

## NPO Radio 2 Top 2000
| Nummer met noteringen in de NPO Radio 2 Top 2000 | '99  | '00  |
| ------------------------------------------------ | ---- | ---- |
| Radio                                            | 1626 | 1737 |

1. ↑  Een vetgedrukt getal geeft de hoogste notering aan.
2. ↑  Deze tabel is bijgewerkt tot en met de laatste editie (2024).